# Svenska förgylleri- och glasmästeriarbetareförbundet
Svenska förgylleri- och glasmästeriarbetareförbundet var ett svenskt fackförbund inom Landsorganisationen (LO) som bildades 1900. Det upphörde 1913.

## Historia
- 1896 bildades Stockholms guldlistarbetarefackförening, den äldsta bland yrkesgrupperna förgylleriarbetare, guldlistarbetare och glasmästeriarbetare.
- 1900 samlades en konferens som inkallats på initiativ av Stockholms förgylleriarbetarefackförening och med representanter för två föreningar från Stockholm och en vardera från Göteborg och Norrköping. De beslöt att bilda Svenska förgylleri- och glasmästeriarbetareförbundet som vid starten hade 227 medlemmar. Ordförande blev Paul Magnusson. Ytterligare föreningar tillkom, men förbundet hade under hela sin livstid ekonomiska problem till följd av sitt låga medlemsantal.
- 1901 utbröt en konflikt om prislistor i Göteborg, som ledde till nederlag för förbundet. Det blev medlem i LO 1901, men tvingades året därpå att lämna p.g.a. dålig ekonomi.
- 1906 medgav bättre ekonomi åter anslutning till LO. Man  hade då 11 avdelningar med 286 medlemmar.
- 1913 hade ett flertal misslyckade konflikter lett till att antalet avdelningar minskat kraftigt. Man hade nu endast sju avdelningar och 114 medlemmar. Det var bakgrunden till att förbundskongressen detta år beslöt att upplösa förbundet. De flesta medlemmarna anslöt sig till Svenska träarbetareförbundet.